# 2012 Armageddon
2012 Armageddon (Originaltitel: The Apocalypse) ist ein US-amerikanischer Low-Budget-Katastrophenfilm der Firma The Asylum aus dem Jahr 2007. Der Film wurde in Deutschland am 22. September 2011 als DVD veröffentlicht.

## Handlung
Ein Asteroid rast auf die Erde zu und verwüstet die Stadt Monterrey. Tausende von Toten lösen sich in Nichts auf. Jason und Ashley wollen noch einmal ihre Tochter in Los Angeles besuchen. Deren Haus wurde von einem Tornado zertrümmert. Bei der Hinfahrt verlieren sie ihr Auto bei einem Erdbeben. Das Paar versucht Antworten im christlichen Glauben zu finden. Mit einem Kleinflugzeug schaffen sie die nächste Distanz. Beim Beten vom Blitz getroffen verstirbt Ashley. Der Vater schließlich schafft den Weg zu seiner Tochter Lindsay und kann sie in die Arme schließen. Da rast der zweite, wesentlich größere Asteroid auf die Erde zu.

## Synchronisation
Die deutsche Synchronfassung entstand 2012 bei der Atelier Musik und Synchron GmbH, Hannover.
| Rolle   | Darsteller        | Synchronsprecher |
| ------- | ----------------- | ---------------- |
| Jason   | Rhett Giles       | Lennardt Krüger  |
| Ashley  | Jill Stapley      | Katrin Decker    |
| Lindsay | Kristen Quintrall | Nadine Schreier  |
| Don     | David Shick       | Michael Westphal |
| Laura   | Erica Roby        | Elena Wilms      |

## Kritik
Mehr als 2500 User der Filmdatenbank Internet Movie Database bewerteten den Film als sehr schlecht mit durchschnittlich 1,8 von 10 Punkten. „Hanebüchener Billig-Katastrophenfilm“ meinte das Lexikon des internationalen Films.